# Seznam dílů pořadu Inkognito
Toto je seznam dílů pořadu Inkognito.

## Přehled řad
| Řada | Díly | Premiéra v ČR  | Premiéra v ČR     |
| Řada | Díly | První díl      | Poslední díl      |
| ---- | ---- | -------------- | ----------------- |
| 1    | 16   | 2. září 2021   | 16. prosince 2021 |
| 2    | 23   | 27. ledna 2022 | 30. června 2022   |
| 3    | 17   | 1. září 2022   | 31. prosince 2022 |
| 4    | 20   | 16. února 2023 | 29. června 2023   |
| 5    | 17   | 31. srpna 2023 | 31. prosince 2023 |
| 6    | 17   | 22. února 2024 | 13. června 2024   |
| 7    | 17   | 29. srpna 2024 | 31. prosince 2024 |
| 8    | 17   | 27. února 2025 | 18. června 2025   |
| 9    | ?    | Podzim 2025    | bude oznámeno     |

## Seznam dílů

### 1. řada (2021)
| Č. v pořadu | Č. v řadě | Hadači                                                   | Tajný host        | Výsledek  | Premiéra v ČR      | Sledovanost (15+) |
| ----------- | --------- | -------------------------------------------------------- | ----------------- | --------- | ------------------ | ----------------- |
| 1           | 1         | J. Prachař; O. G. Brzobohatý; P. Nesvačilová; M. Pokorný | Sara Sandeva      | uhodnuta  | 2. září 2021       | 480 000           |
| 2           | 2         | J. Prachař; O. G. Brzobohatý; P. Nesvačilová; M. Pokorný | Věra Martinová    | uhodnuta  | 9. září 2021       | 423 000           |
| 3           | 3         | J. Prachař; O. G. Brzobohatý; P. Nesvačilová; M. Pokorný | Petr Švancara     | uhodnut   | 16. září 2021      | 489 000           |
| 4           | 4         | J. Prachař; O. G. Brzobohatý; P. Nesvačilová; M. Pokorný | Radoslav Banga    | uhodnut   | 23. září 2021      | 473 000           |
| 5           | 5         | J. Prachař; O. G. Brzobohatý; P. Nesvačilová; M. Pokorný | Josef Dostál      | uhodnut   | 7. října 2021      | 479 000           |
| 6           | 6         | J. Prachař; O. G. Brzobohatý; P. Nesvačilová; M. Pokorný | Jožka Šmukař      | neuhodnut | 30. září 2021      | 504 000           |
| 7           | 7         | J. Prachař; O. G. Brzobohatý; P. Nesvačilová; M. Pokorný | Jana Kolesárová   | uhodnuta  | 14. října 2021     | 534 000           |
| 8           | 8         | J. Prachař; O. G. Brzobohatý; P. Nesvačilová; M. Pokorný | Zbigniew Czendlik | neuhodnut | 21. října 2021     | 526 000           |
| 9           | 9         | J. Prachař; O. G. Brzobohatý; P. Nesvačilová; M. Jandová | Kateřina Průšová  | uhodnuta  | 28. října 2021     | 563 000           |
| 10          | 10        | J. Prachař; O. G. Brzobohatý; P. Nesvačilová; M. Pokorný | Ondřej Ruml       | uhodnut   | 4. listopadu 2021  | 541 000           |
| 11          | 11        | J. Prachař; O. G. Brzobohatý; P. Nesvačilová; R. Genzer  | Igor Chmela       | uhodnut   | 11. listopadu 2021 | 525 000           |
| 12          | 12        | J. Prachař; O. G. Brzobohatý; P. Nesvačilová; M. Jandová | Bára Nesvadbová   | uhodnuta  | 18. listopadu 2021 | 569 000           |
| 13          | 13        | J. Prachař; O. G. Brzobohatý; P. Nesvačilová; R. Genzer  | David Gránský     | uhodnut   | 25. listopadu 2021 | 520 000           |
| 14          | 14        | J. Prachař; O. G. Brzobohatý; M. Jandová; M. Pokorný     | Eva Perkausová    | uhodnuta  | 2. prosince 2021   | 540 000           |
| 15          | 15        | J. Prachař; O. G. Brzobohatý; M. Jandová; M. Pokorný     | Lucie Benešová    | uhodnuta  | 9. prosince 2021   | 475 000           |
| 16          | 16        | J. Prachař; O. G. Brzobohatý; M. Jandová; M. Pokorný     | Petr Kolečko      | uhodnut   | 16. prosince 2021  | 640 000           |

### 2.řada (2022)
| Č. v pořadu | Č. v řadě | Hadači                                                      | Tajný host          | Výsledek | Premiéra v ČR   | Sledovanost (15+) |
| ----------- | --------- | ----------------------------------------------------------- | ------------------- | -------- | --------------- | ----------------- |
| 17          | 1         | J. Prachař; O. G. Brzobohatý; P. Nesvačilová; M. Pokorný    | Adéla Gondíková     | uhodnuta | 27. ledna 2022  | 614 000           |
| 18          | 2         | J. Prachař; O. G. Brzobohatý; P. Nesvačilová; M. Pokorný    | Kateřina Neumannová | uhodnuta | 3. února 2022   | 601 000           |
| 19          | 3         | J. Prachař; O. G. Brzobohatý; P. Nesvačilová; M. Pokorný    | Václav Noid Bárta   | uhodnut  | 10. února 2022  | 584 000           |
| 20          | 4         | J. Prachař; O. G. Brzobohatý; A. Gondíková; R. Genzer       | Roman Prymula       | uhodnut  | 17. února 2022  | 611 000           |
| 21          | 5         | J. Prachař; O. G. Brzobohatý; A. Gondíková; R. Genzer       | Štefan Margita      | uhodnut  | 24. února 2022  | 506 000           |
| 22          | 6         | J. Prachař; O. G. Brzobohatý; P. Nesvačilová; R. Genzer     | Barbora Poláková    | uhodnuta | 3. března 2022  | 552 000           |
| 23          | 7         | J. Prachař; O. G. Brzobohatý; P. Nesvačilová; M. Pokorný    | Ladislav Zibura     | uhodnut  | 10. března 2022 | 583 000           |
| 24          | 8         | J. Prachař; O. G. Brzobohatý; P. Nesvačilová; M. Pokorný    | Eva Burešová        | uhodnuta | 17. března 2022 | 569 000           |
| 25          | 9         | J. Prachař; O. G. Brzobohatý; P. Nesvačilová; M. Pokorný    | Kryštof Hádek       | uhodnut  | 24. března 2022 | 536 000           |
| 26          | 10        | J. Prachař; O. G. Brzobohatý; P. Nesvačilová; M. Pokorný    | Klára Issová        | uhodnuta | 31. března 2022 | 580 000           |
| 27          | 11        | J. Prachař; O. G. Brzobohatý; P. Nesvačilová; M. Pokorný    | Igor Orozovič       | uhodnut  | 7. dubna 2022   | 542 000           |
| 28          | 12        | J. Prachař; O. G. Brzobohatý; D. Písařovicová, R. Genzer    | Jan Punčochář       | uhodnut  | 14. dubna 2022  | 583 000           |
| 29          | 13        | J. Prachař; O. G. Brzobohatý; D. Písařovicová, R. Genzer    | Barbora Špotáková   | uhodnuta | 21. dubna 2022  | 578 000           |
| 30          | 14        | J. Prachař; O. G. Brzobohatý; D. Písařovicová, R. Genzer    | Jakub Vágner        | uhodnut  | 28. dubna 2022  | 537 000           |
| 31          | 15        | J. Prachař; O. G. Brzobohatý; D. Písařovicová, R. Genzer    | Dalibor Janda       | uhodnut  | 5. května 2022  | 597 000           |
| 32          | 16        | J. Prachař; O. G. Brzobohatý; P. Nesvačilová; M. Pokorný    | Hana Vagnerová      | uhodnuta | 12. května 2022 | 594 000           |
| 33          | 17        | J. Prachař; O. G. Brzobohatý; D. Písařovicová; A. Bezděková | Mirai Navrátil      | uhodnut  | 19. května 2022 | 561 000           |
| 34          | 18        | J. Prachař; O. G. Brzobohatý; A. Gondíková; M. Pokorný      | Michal Malátný      | uhodnut  | 26. května 2022 | 515 000           |
| 35          | 19        | J. Prachař; O. G. Brzobohatý; K. Leichtová; R. Genzer       | Ondřej Sokol        | uhodnut  | 2. června 2022  | 509 000           |
| 36          | 20        | J. Prachař; O. G. Brzobohatý; D. Písařovicová; M. Pokorný   | Iva Kubelková       | uhodnuta | 9. června 2022  | 578 000           |
| 37          | 21        | J. Prachař; O. G. Brzobohatý; P. Nesvačilová; M. Pokorný    | Lucie Vondráčková   | uhodnuta | 16. června 2022 | 557 000           |
| 38          | 22        | J. Prachař; O. G. Brzobohatý; A. Gondíková; R. Genzer       | Tereza Kostková     | uhodnuta | 23. června 2022 | 575 000           |
| 39          | 23        | J. Prachař; O. G. Brzobohatý; P. Nesvačilová; R. Genzer     | Jitka Zelenková     | uhodnuta | 30. června 2022 | 547 000           |

### 3.řada (2022)
| Č. v pořadu           | Č. v řadě | Hadači                                                                             | Tajný host                           | Výsledek               | Premiéra v ČR      | Sledovanost (15+) |
| --------------------- | --------- | ---------------------------------------------------------------------------------- | ------------------------------------ | ---------------------- | ------------------ | ----------------- |
| 40                    | 1         | J. Prachař; O. G. Brzobohatý; D. Písařovicová, R. Genzer                           | Hana Gregorová                       | uhodnuta               | 1. září 2022       | 560 000           |
| 41                    | 2         | J. Prachař; O. G. Brzobohatý; P. Nesvačilová; M. Pokorný                           | Tereza Maxová                        | uhodnuta               | 8. září 2022       | 432 000           |
| 42                    | 3         | J. Prachař; O. G. Brzobohatý; P. Nesvačilová; P. Švancara                          | Barbora Votíková                     | neuhodnuta             | 15. září 2022      | 548 000           |
| 43                    | 4         | J. Prachař; O. G. Brzobohatý; P. Nesvačilová; R. Genzer                            | TMBK                                 | uhodnut                | 22. září 2022      | 510 000           |
| 44                    | 5         | J. Prachař; O. G. Brzobohatý; P. Nesvačilová; M. Pokorný                           | Petra Špalková                       | uhodnuta               | 29. září 2022      | 548 000           |
| 45                    | 6         | J. Prachař; O. G. Brzobohatý; A. Gondíková; M. Pokorný                             | Honza Dědek                          | uhodnut                | 6. října 2022      | 535 000           |
| 46                    | 7         | J. Prachař; O. G. Brzobohatý; P. Nesvačilová; R. Genzer                            | Barbora Strýcová                     | uhodnuta               | 13. října 2022     | 617 000           |
| 47                    | 8         | J. Prachař; O. G. Brzobohatý; D. Písařovicová, R. Genzer                           | Petr Neužil                          | uhodnut                | 20. října 2022     | 592 000           |
| 48                    | 9         | J. Prachař; O. G. Brzobohatý; A. Gondíková; R. Genzer                              | Albert Černý                         | uhodnut                | 27. října 2022     | 588 000           |
| 49                    | 10        | J. Prachař; O. G. Brzobohatý; D. Písařovicová; M. Pokorný                          | Halina Pawlowská                     | uhodnuta               | 3. listopadu 2022  | 549 000           |
| 50                    | 11        | J. Prachař; O. G. Brzobohatý; D. Písařovicová; A. Bezděková                        | Miroslav Kalousek                    | uhodnut                | 10. listopadu 2022 | 475 000           |
| 51                    | 12        | J. Prachař; O. G. Brzobohatý; A. Gondíková; P. Švancara                            | Josef Klíma                          | uhodnut                | 17. listopadu 2022 | 298 000           |
| 52                    | 13        | J. Prachař; O. G. Brzobohatý; A. Gondíková; M. Pokorný                             | Kapitán Demo                         | uhodnut                | 24. listopadu 2022 | 517 000           |
| 53                    | 14        | J. Prachař; O. G. Brzobohatý; S. Witowská; R. Genzer                               | Dalibor Gondík                       | uhodnut                | 1. prosince 2022   | 546 000           |
| 54                    | 15        | J. Prachař; O. G. Brzobohatý; M. Absolonová; M. Pokorný                            | Dara Rolins                          | uhodnuta               | 8. prosince 2022   | 580 000           |
| 55                    | 16        | J. Prachař; O. G. Brzobohatý; D. Písařovicová, R. Genzer                           | Marek Ztracený                       | uhodnut                | 15. prosince 2022  | 507 000           |
| Vánoční speciál       |           |                                                                                    |                                      |                        |                    |                   |
| 56                    | 17        | J. Prachař; O. G. Brzobohatý; A. Gondíková; R. Genzer, M. Pokorný, D. Písařovicová | Aleš HámaPetra NesvačilováPetr Janda | uhodnutuhodnutauhodnut | 31. prosince 2022  | 403 000           |
| Silvestrovský speciál |           |                                                                                    |                                      |                        |                    |                   |

### 4.řada (2023)
| Č. v pořadu | Č. v řadě | Hadači                                                      | Tajný host                      | Výsledek   | Premiéra v ČR   | Sledovanost (15+) |
| ----------- | --------- | ----------------------------------------------------------- | ------------------------------- | ---------- | --------------- | ----------------- |
| 57          | 1         | J. Prachař; O. G. Brzobohatý; A. Gondíková; R. Genzer       | Karlos Vémola                   | uhodnut    | 16. února 2023  | 446 000           |
| 58          | 2         | J. Prachař; O. G. Brzobohatý; D. Písařovicová, R. Genzer    | Xindl X                         | uhodnut    | 23. února 2023  | 437 000           |
| 59          | 3         | J. Prachař; O. G. Brzobohatý; M. Absolonová; P. Švancara    | Martin Šonka                    | neuhodnut  | 2. března 2023  | 524 000           |
| 60          | 4         | J. Prachař; O. G. Brzobohatý; A. Gondíková; P. Švancara     | Michal Opletal                  | uhodnut    | 9. března 2023  | 529 000           |
| 61          | 5         | J. Prachař; O. G. Brzobohatý; S. Witowská; P. Švancara      | Alexander Choupenitch           | uhodnut    | 16. března 2023 | 518 000           |
| 62          | 6         | J. Prachař; O. G. Brzobohatý; S. Witowská; D. Písařovicová  | Adriana Krnáčová                | neuhodnuta | 23. března 2023 | 587 000           |
| 63          | 7         | J. Prachař; O. G. Brzobohatý; A. Gondíková; R. Genzer       | Tereza Mašková                  | uhodnuta   | 30. března 2023 | 533 000           |
| 64          | 8         | J. Prachař; O. G. Brzobohatý; A. Gondíková; P. Nesvačilová  | Lukáš Hejlík                    | uhodnut    | 6. dubna 2023   | 353 000           |
| 65          | 9         | J. Prachař; O. G. Brzobohatý; M. Absolonová; R. Genzer      | Marie Rottrová                  | uhodnuta   | 13. dubna 2023  | 562 000           |
| 66          | 10        | J. Prachař; O. G. Brzobohatý; P. Nesvačilová; R. Genzer     | Linda Finková                   | uhodnuta   | 20. dubna 2023  | 544 000           |
| 67          | 11        | J. Prachař; O. G. Brzobohatý; M. Absolonová; M. Pokorný     | Filip Vaněk                     | uhodnut    | 27. dubna 2023  | 571 000           |
| 68          | 12        | J. Prachař; O. G. Brzobohatý; P. Nesvačilová; R. Genzer     | Tomáš Plekanec a Lucie Šafářová | uhodnuti   | 4. května 2023  | 511 000           |
| 69          | 13        | J. Prachař; O. G. Brzobohatý; D. Písařovicová, R. Genzer    | Anna Fialová                    | uhodnuta   | 11. května 2023 | 486 000           |
| 70          | 14        | J. Prachař; O. G. Brzobohatý; A. Gondíková, D. Písařovicová | Václav Bláha                    | uhodnut    | 18. května 2023 | 534 000           |
| 71          | 15        | J. Prachař; O. G. Brzobohatý; P. Nesvačilová; M. Pokorný    | Jan Maxián                      | uhodnut    | 25. května 2023 | 484 000           |
| 72          | 16        | J. Prachař; O. G. Brzobohatý; P. Nesvačilová; M. Pokorný    | Michal Nesvadba                 | uhodnut    | 1. června 2023  | 470 000           |
| 73          | 17        | J. Prachař; O. G. Brzobohatý; P. Nesvačilová; R. Genzer     | Václav Staněk                   | neuhodnut  | 8. června 2023  | 464 000           |
| 74          | 18        | J. Prachař; O. G. Brzobohatý; P. Nesvačilová; R. Genzer     | Aneta Langerová                 | uhodnuta   | 15. června 2023 | 524 000           |
| 75          | 19        | J. Prachař; O. G. Brzobohatý; A. Gondíková; M. Pokorný      | Patrik Děrgel                   | uhodnut    | 22. června 2023 | 496 000           |
| 76          | 20        | J. Prachař; O. G. Brzobohatý; A. Bezděková; P. Švancara     | Terezie Kovalová                | neuhodnuta | 29. června 2023 | 519 000           |

### 5.řada (2023)
| Č. v pořadu           | Č. v řadě | Hadači | Tajný host                                | Výsledek        | Premiéra v ČR      | Sledovanost (15+) |
| --------------------- | --------- | --- | ----------------------------------------- | --------------- | ------------------ | ----------------- |
| 77                    | 1         | J. Prachař; O. G. Brzobohatý; D. Písařovicová; P. Švancara                                                    | Jitka Čvančarová                          | uhodnuta        | 31. srpna 2023     | 400 000           |
| 78                    | 2         | J. Prachař; O. G. Brzobohatý; A. Gondíková; R. Genzer                                                         | Láďa Hruška                               | uhodnut         | 7. září 2023       | ?                 |
| 79                    | 3         | J. Prachař; O. G. Brzobohatý; D. Písařovicová, R. Genzer                                                      | Bára Basiková                             | uhodnuta        | 14. září 2023      | 400 000           |
| 80                    | 4         | J. Prachař; O. G. Brzobohatý; D. Písařovicová, R. Genzer                                                      | Veronika Arichteva                        | uhodnuta        | 21. září 2023      | 427 000           |
| 81                    | 5         | J. Prachař; O. G. Brzobohatý; A. Bezděková; P. Švancara                                                       | Anna Slováčková                           | uhodnuta        | 28. září 2023      | 369 000           |
| 82                    | 6         | J. Prachař; O. G. Brzobohatý; A. Gondíková; P. Švancara                                                       | Jan Bendig                                | uhodnut         | 5. října 2023      | 417 000           |
| 83                    | 7         | J. Prachař; O. G. Brzobohatý; P. Nesvačilová; R. Genzer                                                       | Jindřich Trpišovský                       | uhodnut         | 12. října 2023     | 393 000           |
| 84                    | 8         | J. Prachař; O. G. Brzobohatý; A. Gondíková; R. Genzer                                                         | Jiří Langmajer                            | uhodnut         | 19. října 2023     | 498 000           |
| 85                    | 9         | J. Prachař; O. G. Brzobohatý; D. Písařovicová, R. Genzer                                                      | Martin Mikyska                            | neuhodnut       | 26. října 2023     | 441 000           |
| 86                    | 10        | J. Prachař; O. G. Brzobohatý; P. Nesvačilová; M. Pokorný                                                      | Lukáš Langmajer                           | uhodnut         | 2. listopadu 2023  | 445 000           |
| 87                    | 11        | J. Prachař; O. G. Brzobohatý; P. Nesvačilová; R. Genzer                                                       | Jana Bernášková                           | uhodnuta        | 9. listopadu 2023  | 422 000           |
| 88                    | 12        | J. Prachař; O. G. Brzobohatý; P. Nesvačilová; M. Pokorný                                                      | Pavlína Wolfová                           | uhodnuta        | 16. listopadu 2023 | 470 000           |
| 89                    | 13        | J. Prachař; O. G. Brzobohatý; P. Nesvačilová; R. Genzer                                                       | Marek Němec                               | (ne)uhodnut     | 23. listopadu 2023 | 492 000           |
| 90                    | 14        | J. Prachař; O. G. Brzobohatý; D. Písařovicová, R. Genzer                                                      | Marpo                                     | uhodnut         | 30. listopadu 2023 | 436 000           |
| 91                    | 15        | J. Prachař; O. G. Brzobohatý; A. Gondíková; R. Genzer                                                         | Bohuš Matuš                               | uhodnut         | 7. prosince 2023   | 488 000           |
| 92                    | 16        | J. Prachař; O. G. Brzobohatý; D. Písařovicová; M. Pokorný                                                     | Dagmar Havlová                            | uhodnuta        | 14. prosince 2023  | 440 000           |
| Vánoční speciál       |           | |                                           |                 |                    |                   |
| 93                    | 17        | J. Prachař; O. G. Brzobohatý; A. Gondíková; R. Genzer, M. Pokorný, D. Písařovicová, A. Bezděková; P. Švancara | Dana BatulkováVáclav FaltusRichard Krajčo | uhodnutauhodnut | 31. prosince 2023  | 336 000           |
| Silvestrovský speciál |           | |                                           |                 |                    |                   |

### 6.řada (2024)
| Č. v pořadu | Č. v řadě | Hadači                                                      | Tajný host         | Výsledek | Premiéra v ČR   | Sledovanost (15+) |
| ----------- | --------- | ----------------------------------------------------------- | ------------------ | -------- | --------------- | ----------------- |
| 94          | 1         | J. Prachař; O. G. Brzobohatý; A. Gondíková; P. Švancara     | Jan Koller         | uhodnut  | 22. února 2024  | 335 000           |
| 95          | 2         | J. Prachař; O. G. Brzobohatý; D. Havlová; R. Genzer         | Jiřina Bohdalová   | uhodnuta | 29. února 2024  | 487 000           |
| 96          | 3         | J. Prachař; O. G. Brzobohatý; A. Gondíková; M. Pokorný      | Petr Svěcený       | uhodnut  | 7. března 2024  | 371 000           |
| 97          | 4         | J. Prachař; O. G. Brzobohatý; A. Gondíková; R. Genzer       | Petr Jákl          | uhodnut  | 14. března 2024 | 389 000           |
| 98          | 5         | J. Prachař; O. G. Brzobohatý; D. Písařovicová; A. Bezděková | Terezie Tománková  | uhodnuta | 21. března 2024 | 411 000           |
| 99          | 6         | J. Prachař; O. G. Brzobohatý; P. Nesvačilová; P. Švancara   | Ewa Farna          | uhodnuta | 28. března 2024 | 426 000           |
| 100         | 7         | J. Prachař; O. G. Brzobohatý; P. Nesvačilová; R. Genzer     | Dasha              | uhodnuta | 4. dubna 2024   | 411 000           |
| 101         | 8         | J. Prachař; O. G. Brzobohatý; P. Nesvačilová; D. Havlová    | Jiří Šlégr         | uhodnut  | 11. dubna 2024  | 398 000           |
| 102         | 9         | J. Prachař; O. G. Brzobohatý; E. Farna; P. Švancara         | Adam Mišík         | uhodnut  | 18. dubna 2024  | 411 000           |
| 103         | 10        | J. Prachař; O. G. Brzobohatý; A. Gondíková; M. Pokorný      | Tomáš Řepka        | uhodnut  | 25. dubna 2024  | 437 000           |
| 104         | 11        | J. Prachař; O. G. Brzobohatý; D. Havlová; P. Švancara       | Rostislav Novák    | uhodnut  | 2. května 2024  | 355 000           |
| 105         | 12        | J. Prachař; O. G. Brzobohatý; S. Witowská; M. Pokorný       | Leona Machálková   | uhodnuta | 9. května 2024  | 350 000           |
| 106         | 13        | J. Prachař; O. G. Brzobohatý; A. Gondíková; R. Genzer       | Lenka Hornová      | uhodnuta | 16. května 2024 | 347 000           |
| 107         | 14        | J. Prachař; O. G. Brzobohatý; D. Havlová; R. Genzer         | Jiří Vejdělek      | uhodnut  | 23. května 2024 | 228 000           |
| 108         | 15        | J. Prachař; O. G. Brzobohatý; A. Gondíková; P. Švancara     | Pavla Beretová     | uhodnuta | 30. května 2024 | 369 000           |
| 109         | 16        | J. Prachař; O. G. Brzobohatý; P. Nesvačilová; R. Genzer     | Berenika Kohoutová | uhodnuta | 6. června 2024  | 395 000           |
| 110         | 17        | J. Prachař; O. G. Brzobohatý; D. Písařovicová; M. Pokorný   | Michal Hrůza       | uhodnut  | 13. června 2024 | 380 000           |

### 7.řada (2024)
| Č. v pořadu           | Č. v řadě | Hadači | Tajný host                                            | Výsledek   | Premiéra v ČR      | Sledovanost (15+) |
| --------------------- | --------- | --- | ----------------------------------------------------- | ---------- | ------------------ | ----------------- |
| 111                   | 1         | J. Prachař; O. G. Brzobohatý; D. Písařovicová; P. Švancara                                                                                | Miloslav Zapletal                                     | uhodnut    | 29. srpna 2024     | 366 000           |
| 112                   | 2         | J. Prachař; O. G. Brzobohatý; A. Gondíková; P. Švancara                                                                                   | Krystyna Pyszková                                     | neuhodnuta | 5. září 2024       | 329 000           |
| 113                   | 3         | J. Prachař; O. G. Brzobohatý; P. Nesvačilová; M. Pokorný                                                                                  | Standa Hložek                                         | uhodnut    | 12. září 2024      | 374 000           |
| 114                   | 4         | J. Prachař; O. G. Brzobohatý; D. Písařovicová; P. Švancara                                                                                | Vojtěch Kotek                                         | uhodnut    | 19. září 2024      | 414 000           |
| 115                   | 5         | J. Prachař; O. G. Brzobohatý; P. Nesvačilová; R. Genzer                                                                                   | Yzomandias                                            | uhodnut    | 26. září 2024      | 344 000           |
| 116                   | 6         | J. Prachař; O. G. Brzobohatý; P. Nesvačilová; R. Genzer                                                                                   | Sára Rychlíková                                       | uhodnuta   | 3. října 2024      | 382 000           |
| 117                   | 7         | J. Prachař; O. G. Brzobohatý; P. Nesvačilová; R. Genzer                                                                                   | Martin Fuksa                                          | neuhodnut  | 10. října 2024     | 456 000           |
| 118                   | 8         | J. Prachař; O. G. Brzobohatý; P. Nesvačilová; R. Genzer                                                                                   | Justýna Zedníková                                     | uhodnuta   | 17. října 2024     | 419 000           |
| 119                   | 9         | J. Prachař; O. G. Brzobohatý; A. Gondíková; M. Pokorný                                                                                    | Ivo Jahelka                                           | uhodnut    | 24. října 2024     | 370 000           |
| 120                   | 10        | J. Prachař; O. G. Brzobohatý; P. Nesvačilová; R. Genzer                                                                                   | Vojtěch Dyk                                           | uhodnut    | 31. října 2024     | 438 000           |
| 121                   | 11        | J. Prachař; O. G. Brzobohatý; A. Gondíková; R. Genzer                                                                                     | Petra Kvitová                                         | uhodnuta   | 7. listopadu 2024  | 426 000           |
| 122                   | 12        | J. Prachař; O. G. Brzobohatý; D. Havlová; P. Švancara                                                                                     | Robert Vano                                           | uhodnut    | 14. listopadu 2024 | 346 000           |
| 123                   | 13        | J. Prachař; O. G. Brzobohatý; A. Gondíková; R. Genzer                                                                                     | Martina Preissová                                     | uhodnuta   | 21. listopadu 2024 | 394 000           |
| 124                   | 14        | J. Prachař; O. G. Brzobohatý; P. Nesvačilová; R. Genzer                                                                                   | Čestmír Strakatý                                      | uhodnut    | 28. listopadu 2024 | 409 000           |
| 125                   | 15        | J. Prachař; O. G. Brzobohatý; J. Zedníková; P. Švancara                                                                                   | Michal Kempný                                         | uhodnut    | 5. prosince 2024   | 428 000           |
| 126                   | 16        | J. Prachař; O. G. Brzobohatý; D. Písařovicová; P. Švancara                                                                                | Zlata Adamovská                                       | uhodnuta   | 12. prosince 2024  | 434 000           |
| 127                   | 17        | J. Prachař; O. G. Brzobohatý; P. Nesvačilová; R. Genzer; M. Pokorný; A. Gondíková; D. Písařovicová; P. Švancara; D. Havlová; J. Zedníková | Libor BoučekPetr JablonskýZdeněk ChlopčíkMichal David | uhodnut    | 31. prosince 2024  | 552 000           |
| Silvestrovský speciál |           | |                                                       |            |                    |                   |

### 8. řada (2025)
| Č. v pořadu | Č. v řadě | Hadači                                                    | Tajný host         | Výsledek | Premiéra v ČR   | Sledovanost (15+) |
| ----------- | --------- | --------------------------------------------------------- | ------------------ | -------- | --------------- | ----------------- |
| 128         | 1         | J. Prachař; O. G. Brzobohatý; P. Nesvačilová; R. Genzer   | Pavel Horváth      | uhodnut  | 27. února 2025  | 395 000           |
| 129         | 2         | J. Prachař; O. G. Brzobohatý; D. Písařovicová; D. Havlová | Barbora Seidlová   | uhodnuta | 6. března 2025  | 369 000           |
| 130         | 3         | J. Prachař; O. G. Brzobohatý; A. Gondíková; P. Švancara   | Milan Peroutka     | uhodnut  | 13. března 2025 | 373 000           |
| 131         | 4         | J. Prachař; O. G. Brzobohatý; P. Nesvačilová; R. Genzer   | Milan Cais         | uhodnut  | 20. března 2025 | 430 000           |
| 132         | 5         | J. Prachař; O. G. Brzobohatý; D. Písařovicová; P. Horváth | Vilém Čok          | uhodnut  | 27. března 2025 | 373 000           |
| 133         | 6         | J. Prachař; O. G. Brzobohatý; P. Nesvačilová; R. Genzer   | Lenny              | uhodnuta | 3. dubna 2025   | 410 000           |
| 134         | 7         | J. Prachař; O. G. Brzobohatý; A. Gondíková; P. Švancara   | Nicole Šáchová     | uhodnuta | 10. dubna 2025  | 374 000           |
| 135         | 8         | J. Prachař; O. G. Brzobohatý; P. Nesvačilová; R. Genzer   | Beáta Rajská       | uhodnuta | 17. dubna 2025  | 432 000           |
| 136         | 9         | J. Prachař; O. G. Brzobohatý; J. Zedníková; P. Horváth    | Jakub Štáfek       | uhodnut  | 24. dubna 2025  | 395 000           |
| 137         | 10        | J. Prachař; O. G. Brzobohatý; A. Gondíková; P. Švancara   | Sebastian Navrátil | uhodnut  | 1. května 2025  | 379 000           |
| 138         | 11        | J. Prachař; O. G. Brzobohatý; A. Gondíková; R. Genzer     | Albert Čuba        | uhodnut  | 8. května 2025  | 367 000           |
| 139         | 12        | J. Prachař; O. G. Brzobohatý; A. Gondíková; R. Genzer     | Tomáš Šebek        | uhodnut  | 15. května 2025 | 151 000           |
| 140         | 13        | J. Prachař; O. G. Brzobohatý; J. Zedníková; R. Genzer     | Martin Preiss      | uhodnut  | 22. května 2025 | 210 000           |
| 141         | 14        | J. Prachař; O. G. Brzobohatý; P. Nesvačilová; R. Genzer   | Patricie Pagáčová  | uhodnuta | 29. května 2025 | 414 000           |
| 142         | 15        | J. Prachař; O. G. Brzobohatý; P. Nesvačilová; P. Horváth  | Ben Cristovao      | uhodnut  | 5. června 2025  | 361 000           |
| 143         | 16        | J. Prachař; O. G. Brzobohatý; P. Nesvačilová; R. Genzer   | Sára Milfajtová    | uhodnuta | 12. června 2025 | 361 000           |
| 144         | 17        | J. Prachař; O. G. Brzobohatý; P. Nesvačilová; P. Švancara | Lenka Vlasáková    | uhodnuta | 19. června 2025 | 407 000           |

### 9. řada (2025)
| Č. v pořadu | Č. v řadě | Hadači                       | Tajný host    | Výsledek      | Premiéra v ČR | Sledovanost (15+) |
| ----------- | --------- | ---------------------------- | ------------- | ------------- | ------------- | ----------------- |
| 145         | 1         | J. Prachař; O. G. Brzobohatý | bude oznámeno | bude oznámeno | bude oznámeno |                   |